# Requiem (Kreek)
Cyrillus Kreek componeerde zijn Requiem in 1927. Het is geschreven als In memoriam voor de op 3 augustus 1920 overleden Estse organist / componist Peter Süda met wie Kreek veelvuldig had samengewerkt bij de opbouw van zijn collectie aan volksliederen. Süda wilde zelf nog een Requiem componeren, maar kwam niet verder dan een aantal schetsen. De eerste aantekeningen voor de compositie dateren uit herfst 1925, maar het echte componeren begon gedurende de zomer van 1927, resulterende in een voltooiing op 27 september 1927. Kreek was toen net zo oud als Süda uiteindelijk werd.

## Compositie
Het Requiem bestaat uit de normale delen voor een dergelijk werk:
1. Introitus
2. Dies Irae
3. Recordare
4. Oro supplex
5. Domine Jesus
6. Hostias
7. Sanctus
8. Agnus Dei.

De tekst van het Requiem is een vertaling van de tekst van het Reqieum van Wolfgang Amadeus Mozart, al in 1870 vertaald door G. Schulz-Bertram. Dat Kreek trombone heeft gestudeerd is duidelijk te horen in dit werk, anders dan bij requiems van andere componisten is er ruim baan voor de koperblazers, die vaak een samenspel leveren dat doet denken aan een muziekpartij voor kerkorgel. Het Requiem is geschreven in de neoclassicistische stijl met polyfonie als basis. De première werd gegeven op 20 oktober 1929 in Tallinn onder leiding van een andere Estse componist Juhan Aavik. Het stuk belandde daarna regelmatig op de lessenaar, ook Eduard Tubin heeft op de bok gestaan bij een uitvoering. Daarna verdween het in de la, mede vanwege de onderdrukking van nationalistische gevoelens door het dan zelfbenoemde Sovjet bestuur. Ter gelegenheid van de 100-jarige geboortedag van de componist in 1989 werd het weer voor het eerst uitgevoerd.

## Samenstelling
- tenor
- gemengd koor
- orgel (ad libitum)
- 3x dwarsfluit, 2x hobo, 2x klarinet, 2x fagot
- 4x hoorn, 2x trompet, 3x trombone, 1x tuba
- pauken, klokken en harp
- strijkers.

## Bron en discografie
- Uitgave Alba Record Oy: Symfonieorkest van de Estse Nationale Opera met koor o.l.v. Arvo Volmer; tenor: Mati Turi